# Liste des albums musicaux numéro un au Billboard 200 en 1983
Cette page liste les albums musicaux ayant eu le plus de succès au cours de l'année 1983 aux États-Unis d'après le magazine Billboard.

## Historique
| Date         | Artiste(s)      | Titre             | Référence |
| ------------ | --------------- | ----------------- | --------- |
| 1er janvier  | Men at Work     | Business as Usual |           |
| 8 janvier    | Men at Work     | Business as Usual |           |
| 15 janvier   | Men at Work     | Business as Usual |           |
| 22 janvier   | Men at Work     | Business as Usual |           |
| 29 janvier   | Men at Work     | Business as Usual |           |
| 5 février    | Men at Work     | Business as Usual |           |
| 12 février   | Men at Work     | Business as Usual |           |
| 19 février   | Men at Work     | Business as Usual |           |
| 26 février   | Michael Jackson | Thriller          |           |
| 5 mars       | Michael Jackson | Thriller          |           |
| 12 mars      | Michael Jackson | Thriller          |           |
| 19 mars      | Michael Jackson | Thriller          |           |
| 26 mars      | Michael Jackson | Thriller          |           |
| 2 avril      | Michael Jackson | Thriller          |           |
| 9 avril      | Michael Jackson | Thriller          |           |
| 16 avril     | Michael Jackson | Thriller          |           |
| 23 avril     | Michael Jackson | Thriller          |           |
| 30 avril     | Michael Jackson | Thriller          |           |
| 7 mai        | Michael Jackson | Thriller          |           |
| 14 mai       | Michael Jackson | Thriller          |           |
| 21 mai       | Michael Jackson | Thriller          |           |
| 28 mai       | Michael Jackson | Thriller          |           |
| 4 juin       | Michael Jackson | Thriller          |           |
| 11 juin      | Michael Jackson | Thriller          |           |
| 18 juin      | Michael Jackson | Thriller          |           |
| 25 juin      | Artistes variés | Flashdance        |           |
| 2 juillet    | Artistes variés | Flashdance        |           |
| 9 juillet    | Michael Jackson | Thriller          |           |
| 16 juillet   | Michael Jackson | Thriller          |           |
| 23 juillet   | The Police      | Synchronicity     |           |
| 30 juillet   | The Police      | Synchronicity     |           |
| 6 août       | The Police      | Synchronicity     |           |
| 13 août      | The Police      | Synchronicity     |           |
| 20 août      | The Police      | Synchronicity     |           |
| 27 août      | The Police      | Synchronicity     |           |
| 3 septembre  | The Police      | Synchronicity     |           |
| 10 septembre | Michael Jackson | Thriller          |           |
| 17 septembre | The Police      | Synchronicity     |           |
| 24 septembre | The Police      | Synchronicity     |           |
| 1er octobre  | The Police      | Synchronicity     |           |
| 8 octobre    | The Police      | Synchronicity     |           |
| 15 octobre   | The Police      | Synchronicity     |           |
| 22 octobre   | The Police      | Synchronicity     |           |
| 29 octobre   | The Police      | Synchronicity     |           |
| 5 novembre   | The Police      | Synchronicity     |           |
| 12 novembre  | The Police      | Synchronicity     |           |
| 19 novembre  | The Police      | Synchronicity     |           |
| 26 novembre  | Quiet Riot      | Metal Health      |           |
| 3 décembre   | Lionel Richie   | Can't Slow Down   |           |
| 10 décembre  | Lionel Richie   | Can't Slow Down   |           |
| 17 décembre  | Lionel Richie   | Can't Slow Down   |           |
| 24 décembre  | Michael Jackson | Thriller          |           |
| 31 décembre  | Michael Jackson | Thriller          |           |